# Conus consors
Conus consors é uma espécie de gastrópode do gênero Conus, pertencente a família Conidae.

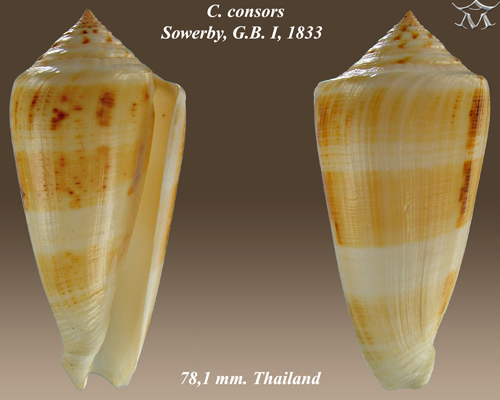
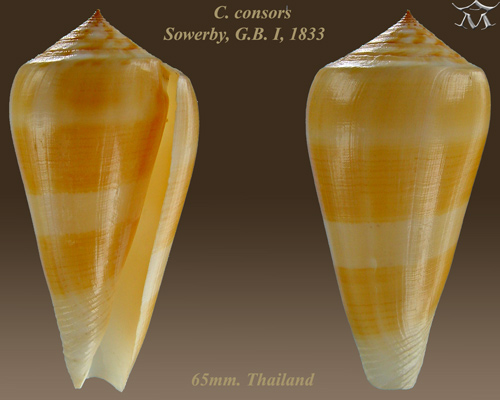